# Warwick Selvey
Warwick Selvey (Warwick Perrins Selvey; * 3. Dezember 1939 in Beecroft, New South Wales; † 16. August 2018 in Thailand) war ein australischer Diskuswerfer und Kugelstoßer.
Bei den Olympischen Spielen 1960 in Rom kam er im Kugelstoßen auf den 15. Platz und im Diskuswurf auf den 21. Platz. 
1962 siegte er bei den British Empire and Commonwealth Games in Perth im Diskuswurf und wurde Vierter im Kugelstoßen.
Beim Diskuswurf der Olympischen Spiele 1964 in Tokio schied er in der Qualifikation aus.
Elfmal wurde er Australischer Meister im Diskuswurf (1960, 1962–1967, 1970–1973) und siebenmal im Kugelstoßen (1960–1964, 1966, 1967).

## Persönliche Bestleistungen
- Kugelstoßen: 17,35 m, 22. April 1962, Melbourne
- Diskuswurf: 58,90 m, 26. Februar 1967, Adelaide